# Coroieni
Coroieni (Karulyfalva en hongrois) est une commune roumaine du județ de Maramureș, dans la région historique de Transylvanie et dans la région de développement du Nord-Ouest.

## Géographie
La commune de Coroieni est située au sud-est du județ, à 15 km au sud de Târgu Lăpuș et à 60 km au sud-est de Baia Mare, la préfecture du județ. Elle se trouve à la limite avec le județ de Sălaj et avec le județ de Cluj.
La commune se compose des villages de Baba (383 habitants en 2002], de Coroieni (438 habitants en 2002), de Dealu Mare (135 habitants en 202), de Drăghia (505 habitants en 2002) et de Vălenii Lăpușului (866 habitants en 2002).

## Histoire
La première mention écrite du village de Coroieni date de 1584. Pour celui de Drăghia, c'est la date de 1393.

## Démographie
En 1910, la commune comptait 2 795 Roumains (94,8 % de la population) et 85 Allemands (2,9 %).
En 1930, les autorités recensaient 2 678 Roumains (92,7 %) ainsi qu'une petite communauté juive de 50 personnes (1,8 %) qui fut exterminée par les Nazis durant la Seconde Guerre mondiale.
En 2002, la commune comptait 1 986 Roumains (85,3 %) et une importante communauté tsigane de 334 personnes (14,4 %).
| 1880  | 1900  | 1910  | 1930  | 1956  | 1977  | 1992  | 2002  | 2007  |
| ----- | ----- | ----- | ----- | ----- | ----- | ----- | ----- | ----- |
| 2 582 | 2 852 | 2 949 | 2 728 | 2 782 | 2 707 | 2 389 | 2 327 | 2 284 |

## Lieux et monuments
- Drăghia, église en bois de 1706.

- Dealu Mare, Monastère St Elie (Mănăstirea Sf. Ilie).